# Lacapelle-Livron
Lacapelle-Livron település Franciaországban, Tarn-et-Garonne megyében. Lakosainak száma 207 fő (2022. január 1.). Lacapelle-Livron Caylus, Loze, Parisot és Puylagarde községekkel határos.

## Népesség
A település népessége az elmúlt években az alábbi módon változott:
| Lakosok száma | 195  | 200  | 206  | 200  | 200  | 196  | 195  | 194  | 207  |
|               | 2013 | 2015 | 2016 | 2017 | 2018 | 2019 | 2020 | 2021 | 2022 |